# Samburupithecus
Samburupithecus is een geslacht van uitgestorven mensapen waarvan resten zijn gevonden bij de Samburu-heuvels in Kenia, ten noorden van Nairobi.
Samburupithecus leefde in Kenia tijdens het Laat-Mioceen, het Tortonien, 9,5 miljoen jaar geleden.

## Vondst en naamgeving
In september 1982 vond Kiptalam Cheboi, een lid van een Japans-Keniaanse paleontologische expeditie, kaakfragmenten in Samburu County op de vindplaats Samburu Hills 22, op de oostelijke flank van de noordelijke Kenya Rift. Het was de eerste keer dat daar resten van Hominoidea aangetroffen werden. In 1984 werd de vondst gemeld in de wetenschappelijke literatuur. Daarbij werd de naam Motopithecus gesuggereerd maar zonder enige beschrijving zodat het een ongeldige nomen nudum bleef. Deze naam werd later minder geschikt geacht wegens een mogelijke verwarring met de in april 1997 benoemde Morotopithecus.
Er is binnen het geslacht, in november 1997, één soort benoemd: Samburupithecus kiptalami, door Hidemi Ishida en Martin Pickford. De geslachtnaam verbindt een verwijzing naar Samburu met een Oudgrieks pithekos, 'aap'. De soortaanduiding eert Kiptalam als ontdekker.
Het holotype is KNM SH 8531. Het is gevonden in de middelste Namurunguleformatie. De leeftijd daarvan ligt tussen de 9,57 en 9,47 miljoen jaar, plusminus 0,22 miljoen jaar. Het bestaat uit een in vier stukken gebroken linkerbovenkaaksbeen. Daarin bevinden zich nog de twee premolaren en de drie kiezen. Verder is nog de tandkas van de aanliggende hoektand aanwezig. Het betreft een jongvolwassen dier. Het was in 2021 het enige fossiel dat van Samburupithecus bekend was.

## Beschrijving
Samburupithecus was circa zestig kilogram zwaar. De schedel moet namelijk ongeveer de omvang gehad hebben van die van een gorillavrouw.
Het bovenkaaksbeen toont een brede basis voor het jukbeen. De beenwal waar de tanden in staan, is recht. De interne holte in de kaak, de sinus, is groot. De overgang naar de neuszone wijst op een vorm van het neusgat die lijkt op die van gorilla's.
De premolaren hebben drie wortels. De kiezen hebben een dik tandglazuur. Ze zijn bunodont: met afgeronde hoeken. Bunodonte tanden met dik email zijn typisch voor australopitheken. Moderne gorilla's hebben dun glazuur. De tanden hebben ongeveer de grootte die typisch is voor vrouwelijke gorilla's. Ze zijn breed in buitenaanzicht. Opmerkelijk is dat de nogal gezwollen knobbels van de kiezen vrij centraal geplaatst zijn in het kauwvlak. De beperkt de omvang van de uithollingen ertussen. De interne overgang tussen glazuur en dentine vertoont een sterk reliëf. Deze bouw van de kiezen is uniek.

## Fylogenie
Samburupithecus is mogelijkerwijze een gemeenschappelijke voorouder van de gorilla's, chimpansees en de mens. Daarop wijst de mengeling van mensachtige en meer gorilla-achtige kenmerken. In de twintigste eeuw werd vaak aangenomen dat de voorouder van de mens in bouw geleken moet hebben op de chimpansee. Chimpansees en gorilla's zijn echter sterk aangepast aan een klimmende levenswijze. Hun voeten zijn gespecialiseerd in het grijpen en ter compensatie werden hun tweede vingerkootjes gewijzigd om op de grond te kunnen lopen. Hun tandglazuur is dun. Dat suggereert dat er een laatste gemeenschappelijke voorouder van mens en chimpansee moet zijn geweest met dikker email en meer op de grond levend. De beschrijvers van Orrorin stelden dat Samburupithecus daar een goed model voor was. Deze hypothese is echter omstreden, mede omdat de resten van Samburupithecus zo beperkt zijn. Hij kan ook een afwijkende vroege gorilla zijn geweest of zelfs een dier dat weinig met moderne mensapen, de mens incluis, van doen heeft.
Nabij in de stamboom staande fossiele soorten zijn Chororapithecus en Nakalipithecus.

## Levenswijze
Samburupithecus was waarschijnlijk een op vier poten lopende vruchteneter, die grotendeels op de grond leefde. Dat kunnen we althans afleiden van zijn positie in de stamboom. De afwijkende vorm van de kiezen duidt echter op een specialisatie van het dieet, die nog niet goed begrepen wordt. Dat maakt het ook riskant er allerlei fylogenetische conclusies aan te verbinden. Zijn leefomgeving was waarschijnlijk een mozaïek van open bossen en stukken savanne.